# Alfons Bora
Alfons Bora (* 3. Mai 1957 in Elchesheim) ist ein deutscher Jurist und Soziologe. Er war von 1999 bis 2023 Professor für Soziologie an der Universität Bielefeld.

## Leben
Bora studierte nach dem Abitur am Gymnasium Hohenbaden in Baden-Baden Rechtswissenschaften und Soziologie an der Albert-Ludwigs-Universität Freiburg in Freiburg im Breisgau. 1982 legte er das erste juristische Staatsexamen ab. 1985 erwarb er den Magistergrad in Soziologie. 1985 bis 1987 war er Rechtsreferendar in der Justizverwaltung des Landes Baden-Württemberg und beim Umweltbundesamt in Berlin und legte das 2. juristische Staatsexamen ab. Von 1983 bis 1991 war er am Max-Planck-Institut für ausländisches und internationales Strafrecht in der Forschungsgruppe Kriminologie tätig. 1991 wurde Bora in Freiburg zum Dr. phil. promoviert. Von 1991 bis 1998 arbeitete er als wissenschaftlicher Mitarbeiter am Wissenschaftszentrum Berlin für Sozialforschung in der Abteilung Normbildung und Umwelt und zugleich von 1995 bis 1997 an der Freien Universität Berlin. 1998 habilitierte er sich im Fach Soziologie an der Freien Universität Berlin. Von 1999 bis 2023 war Bora Professor für Soziologie an der Universität Bielefeld.
Zu seinen Forschungsschwerpunkten gehören Rechtssoziologie, Wissenschaftssoziologie und qualitative Sozialforschung, insbesondere objektive Hermeneutik. Seine empirischen Arbeitsgebiete sind Rechtssoziologie und Technikfolgenabschätzung, insbesondere Verfahren der Bürgerbeteiligung.
Von 2008 bis 2012 war Bora Mitglied des Deutschen Ethikrats.
Von 2014 bis 2024 war Bora Mitglied des Gemeinsamen Ausschusses zum Umgang mit Sicherheitsrelevanter Forschung der Nationalen Akademie der Wissenschaften Leopoldina und der Deutschen Forschungsgemeinschaft DFG.
Von 2010 bis 2014 war er Co-Direktor der Bielefeld Graduate School in History and Sociology.
Bora war von 2008 bis 2012 Mitherausgeber der Zeitschrift für Soziologie. Seit 2000 ist er Mitherausgeber der Zeitschrift für Rechtssoziologie. Von 2009 bis 2018 war er Mitherausgeber der Schriftenreihe „Wissenschafts- und Technikforschung“ beim Nomos-Verlag.

## Publikationen (Auswahl)
- als Herausgeber mit Andrea Kretschmann (Hg.): Soziologische Theorien des Rechts. Eine Einführung anhand von Schlüsseltexten, Velbrück, Weilerswist 2024, ISBN 978-3-95832-361-2 (Open Access) doi:10.5771/9783748948049.
- Responsive Rechtssoziologie – Theoriegeschichte in systematischer Absicht. Soziologische Theorie des Rechts 1. Wiesbaden: Springer Fachmedien Wiesbaden; 2023, ISBN 978-3-658-41140-4, doi:10.1007/978-3-658-41141-1
- Reflexion des Rechts – Beiträge zur responsiven Rechtssoziologie. Soziologische Theorie des Rechts 2. Wiesbaden: Springer Fachmedien Wiesbaden; 2023, ISBN 978-3-658-40786-5, doi:10.1007/978-3-658-40787-2
- Rechtssoziologie zwischen Wissenschaft und social engineering. Zum historischen Verständnis interdisziplinärer Reflexionsprobleme. Zeitschrift für Rechtssoziologie. 2021;41(2):1-35. doi:10.1515/zfrs-2021-0202
- “Quem participa?” Reflexões sobre teoria da inclusão. Revista Brasileira de Sociologia do Direito. 2019;6(3):339.
- The sociologist of law as social engineer engagé. In memory of Erhard Blankenburg (1938-2018). Sociologia del diritto. 2018;2018(3):197-201.
- als Herausgeber mit Regine Paul, Marc Mölders, Michael Huber und Peter Münte: Society, Regulation and Governance. New modes of shaping social change? Cheltenham, UK: Edward Elgar Publishing; 2017, ISBN 978-1-78643-838-6, doi:10.4337/9781786438386
- Sociology of Law in Germany: Reflection and Practice. Journal of Law and Society 2016;43(4):619-646.
- Vanishing points. Responsibility as a normative shifting symbol and the search for social addressability. In: Soziale Systeme. 2016;19(2):456-469.
- Rethinking Regulation: What governance is all about. In: Portuguese Journal of Social Science. 2014;13(2):197-213.
- als Herausgeber mit Peter Münte: Mikrostrukturen der Governance. Beiträge zur materialen Rekonstruktion von Erscheinungsformen neuer Staatlichkeit (= Schriftenreihe Studien zur politischen Soziologie. 19). Nomos, Baden-Baden 2012, ISBN 978-3-8329-7216-5.
- Knowledge and the regulation of innovation. In: Poiesis & Praxis. Band 7, Nr. 1, 2010, S. 73–86, doi:10.1007/s10202-010-0073-7.
- Technoscientific Normativity and the 'Iron Cage' of Law. In: Science, Technology & Human Values. Band 35, Nr. 1, 2010, S. 3–28, doi:10.1177/0162243908329566.
- mit Heiko Hausendorf: Democratic Transgressions of Law. Governing Technology Through Public Participation (= International Studies in Sociology and Social Anthropology. 112). Brill, Leiden u. a. 2010, ISBN 978-90-04-18043-7, doi:10.1163/ej.9789004180437.i-310.
- als Herausgeber mit Georg Aichholzer, Stephan Bröchler, Michael Decker, Michael Latzer: Technology Governance. Der Beitrag der Technikfolgenabschätzung (= Gesellschaft, Technik, Umwelt. Neue Folge, 13). Edition Sigma, Berlin 2010, ISBN 978-3-89404-943-0.
- mit Heiko Hausendorf: Participation and Beyond: Dynamics of Social Positions in Participatory Discourse. In: Comparative Sociology. Band 8, Nr. 4, 2009, S. 602–625, doi:10.1163/156913309X461660.
- mit Marc Mölders: Im Schutz der Disziplinen. Technikfolgenabschätzung in der Lehre zwischen Multi- und Transdisziplinarität. In: Technikfolgenabschätzung. Theorie und Praxis. Band 18, Nr. 3, 2009, S. 9–16.
- als Herausgeber mit Stephan Bröchler, Michael Decker: Technology Assessment in der Weltgesellschaft (= Gesellschaft, Technik, Umwelt. Neue Folge, 10). Edition Sigma, Berlin 2007, ISBN 978-3-89404-940-9.
- Im Schatten von Fakten und Normen – Die Kolonisierung der Politik durch technowissenschaftliche Normativität. In: Zeitschrift für Rechtssoziologie. Band 27, Nr. 1, 2006, S. 31–50, doi:10.1515/zfrs-2006-0104.
- mit Heiko Hausendorf: Participatory science governance revisited: normative expectations versus empirical evidence. In: Science and Public Policy. Band 33, Nr. 7, 2006, S. 478–488, doi:10.3152/147154306781778740.
- als Herausgeber mit Heiko Hausendorf: Analysing Citizenship Talk. Social positioning in political and legal decision-making processes (= Discourse Approaches to Politics, Society and Culture. 19). John Benjamins, Amsterdam u. a. 2006, ISBN 90-272-2709-8, doi:10.1075/dapsac.19.
- als Herausgeber mit Gabriele Abels: Demokratische Technikbewertung. Transcript, Bielefeld 2004, ISBN 3-89942-188-4, doi:10.1515/9783839401880.
- Differenzierung und Inklusion. Partizipative Öffentlichkeit im Rechtssystem moderner Gesellschaften (= Schriften der Vereinigung für Rechtssoziologie. 25). Nomos, Baden-Baden 1999, ISBN 3-7890-6128-X (Zugleich: Berlin, Freie Universität, Habilitations-Schrift, 1998/1999).
- Rechtliches Risikomanagement. Form, Funktion und Leistungsfähigkeit des Rechts in der Risikogesellschaft (= Schriftenreihe zur Rechtssoziologie und Rechtstatsachenforschung. 80). Duncker & Humblot, Berlin 1999, ISBN 3-428-09618-5.
- Die Konstitution sozialer Ordnung. Pfaffenweiler: Centaurus; 1991.